# Придорожная (Чудовский район)
Придорожная — деревня в Новгородской области, входит в Успенское сельское поселение Чудовского муниципального района.
В деревне 4 улицы: Вокзальная, Лесная, Молдавская и Торфяная.

## География
Деревня расположена между главным ходом Октябрьской железной дороги и федеральной автодорогой «Россия» М10 (E 105), в 11 км от центра района — города Чудово. С восточной стороны железной дороги — посёлок при станции Торфяное и станция Торфяное.

## Население
| 2010 |
| ---- |
| 486  |